# Улица Кохання
У́лица Коха́ння (укр. вулиця Кохання) — название улицы на территории современного города Харькова, Немышля, Немышлянский район.

## Общие сведения
Кохання — украинское слово, которое можно перевести как «любовь», «любовь-страсть».
Согласно некоторым предположениям, название улице досталось ещё до того, как Немышля стала районом города, в XIX веке. Сейчас на этом месте частный сектор, а сама улица начинается от пересечения с Краснодарской улицей (на расстоянии 0,5 км к западу от перекрёстка с проспектом Тракторостроителей) и спускается вниз — к реке Немышля, выходя на Пулковскую набережную. Длина улицы составляет порядка 200 м. В месте её слияния с набережной начинается длинный пешеходный мост через заболоченную пойму Немышли, который заканчивается на другом берегу реки Цветочной улицей.
Возле дома номер 7 к улице примыкает одноимённый переулок (переулок Кохання). Он соединяет улицу с параллельными ей Офицерской и Калининградским переулком.

## Дополнительные сведения
- Есть версия, что улицу так назвал помещик в XIX веке. Причиной тому послужила его любовь к некой особе, которая проживала в ту пору на этой улице; есть предположение, что она была ни то его возлюбленной ни то любовницей.
- Правый берег Немышли в месте расположения улицы достаточно крутой, поэтому она имеет большую разницу в высотах между своим началом и концом.
- Пешеходный мост через реку, соединяющий северную и южную части Немышли, является единственным мостом в радиусе нескольких сотен метров, по которому можно перебраться с одного берега реки на другой. Ближайший мост находится в 500 м к востоку — автомобильный мост по просп. Тракторостроителей. Ещё один мост (также автомобильный) находится почти в километре к западу — конец ул. Красная Поляна.
- Ближайшие станции метро — «Дворец Спорта» и «Армейская» (находятся приблизительно на равноудалённом расстоянии в 1,5-2 км).